# Hennecartia
Hennecartia é um género monotípico de plantas com flores pertencentes à família Monimiaceae. A única espécie é Hennecartia omphalandra.
A sua distribuição nativa vai do sul do Brasil ao norte da Argentina.